# Sungai Langkap
Sungai Langkap is een bestuurslaag in het regentschap Kerinci van de provincie Jambi, Indonesië. Sungai Langkap telt 431 inwoners (volkstelling 2010).